# شیش تاوک
شیش تاوک (انگلیسی: Shish taouk) یک شیش کباب  سنتی گوشت مرغ از غذاهای عثمانی است که بعدها بخشی از آشپزی خاورمیانه شد.